# Warsztat mokry
Warsztat mokry – pojęcie z zakresu garbarstwa. Pierwotnie określało ono zakres prac odbywających się w miejscu położonym bezpośrednio nad wodą, które niekoniecznie musiało leżeć na terenie garbarni. Od XVIII w. pojęcie warsztatu mokrego stało się synonimem wszystkich czynności i procesów poprzedzających proces właściwego garbowania. Również w tym przypadku zastosowanie bieżącej wody grało główną rolę.

## Założenia
Garbarz potrzebuje do codziennej pracy wody w dużych ilościach i w dobrej jakości. Woda o wysokim stopniu twardości jest dla garbarstwa nieodpowiednia. Woda gruntowa i powierzchniowa z potoków i kanałów są najczęściej używanymi rodzajami wody. Z tego powodu zakłady garbarskie znajdują się zawsze w dzielnicach miast położonych bezpośrednio nad potokami, otwartymi zbiornikami wodnymi lub rzekami.

## Procesy warsztatu mokrego
Skóry zwierzęce zakupione u handlarzy, rakarzy czy rzeźników, zwane w żargonie garbarskim skórami zielonymi, wymagają w fazie wstępnej procesu gruntownego oczyszczenia.
W klasycznej garbarni przeprowadzane były następujące procesy warsztatu mokrego:
- Moczenie – w czasie moczenia w wodzie skóry są oczyszczane z krwi i brudu. Usuwana jest również sól i inne środki konserwujące. Ze skóry zostają usunięte białka rozpuszczalne w wodzie. Skóry powinny powrócić do swojej naturalnej pełności i elastyczności.

- Rozluźnianie obsady włosa – wapnienie jest starą metodą rozluźniania obsady włosa. Wcześniej używano do tego celu obok wapna również popiołu drzewnego. W tradycyjnych metodach aż do lat siedemdziesiątych XIX w. używano wyłącznie wapna. W procesie papkowania nakłada się na skóry, najczęściej od strony mizdry, gęstą papkę zawierającą chemikalia rozluźniające obsadę włosa. Papkowanie jest zalecane szczególnie w przypadkach, gdy chce się odzyskać ze skór cenną okrywę włosową, np.: wełnę owczą, w stanie możliwie jak najmniej uszkodzonym.

- Płukanie – usuwanie pozostałości z wapnienia lub papkowania poprzez wielogodzinne płukanie w bieżącej wodzie. Obecnie proces ten jest znacznie krótszy.

- Odwłaszanie – wypłukane skóry mogły być teraz ręcznie odwłaszane od strony licowej. Skóry były kładzione na kłodzie (zwanej również krąglakiem) i obrabiane przez garbarza za pomocą tępego pałąkowatego noża skierowywanego pod włos.

- Odmięśnianie lub mizdrowanie – również mizdrowa (spodnia) część skóry musiała być obrobiona. W tym celu uprzednio odwłoszoną skórę odwracano i zeskrobywano z niej resztki warstwy przymięsnej, żył, ścięgien, a przede wszystkim błony hamującej przenikanie roztworów w głąb tkanki skórnej.

- Odwapnianie – służyło do kompletnego usunięcia pozostałości po wapnieniu lub papkowaniu, które wniknęły do głębszych warstw skóry.

- Wytrawianie – w czasie wytrawy skóra była rozluźniana i przygotowywana do przyjęcia garbników.

- Wyciskanie brudu – pozostałe w powierzchniowej warstwie skóry resztki cebulek włosowych, pigmentów włosowych, podwłosia i tłuszczów nie dają się usunąć całkowicie w procesie płukania. W warsztacie garbarskim usuwało się je ręcznie za pomocą noża o gładkim ostrzu na kłodzie.

- Moczenie, wapnienie i wytrawianie – mechaniczne i chemiczne techniki obróbki, służące jak największemu roztworzeniu skóry.

W ten sposób zakańczano procesy przygotowawcze na skórach. Skóry przygotowane w warsztacie mokrym, nazywane są golizną. We współczesnych, dużych garbarniach cały szereg tych procesów wykonywany jest maszynowo.

## Galeria z zabytkowych garbarni

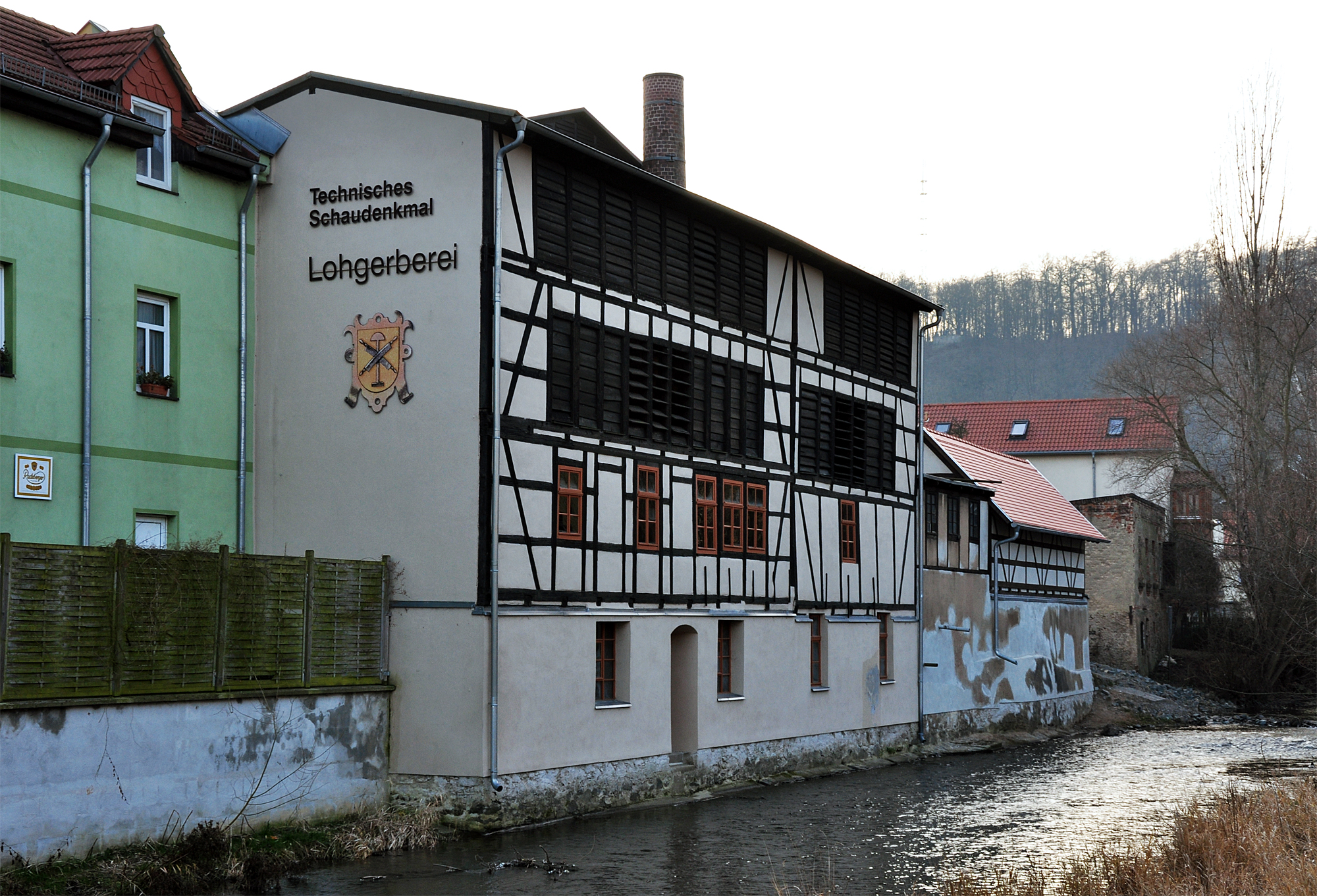
Drzwi do warsztatu mokrego jeszcze istnieją (Weida/Turyngia)
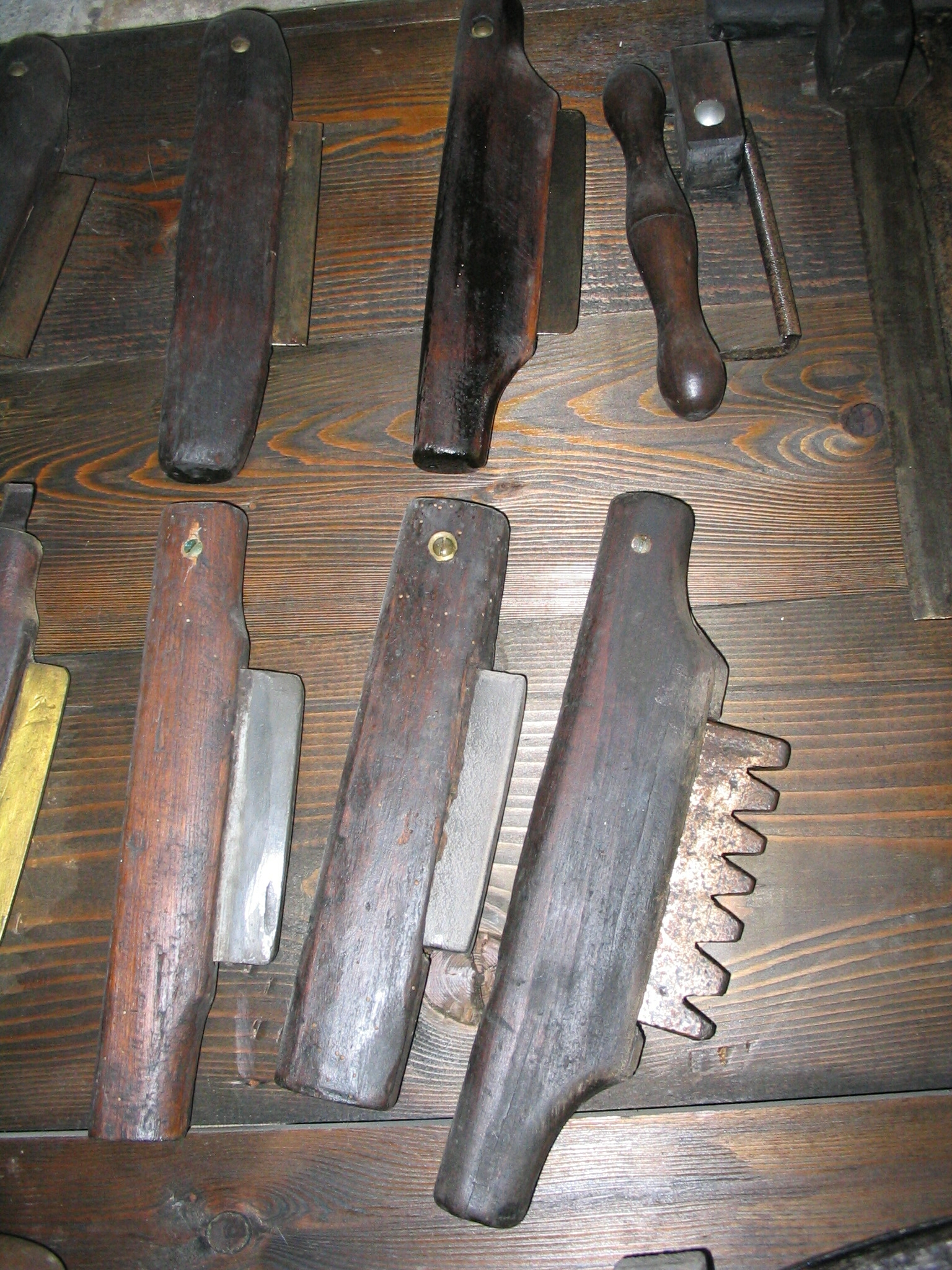
Różne narzędzia garbarskie (Hagen/Westfalia)
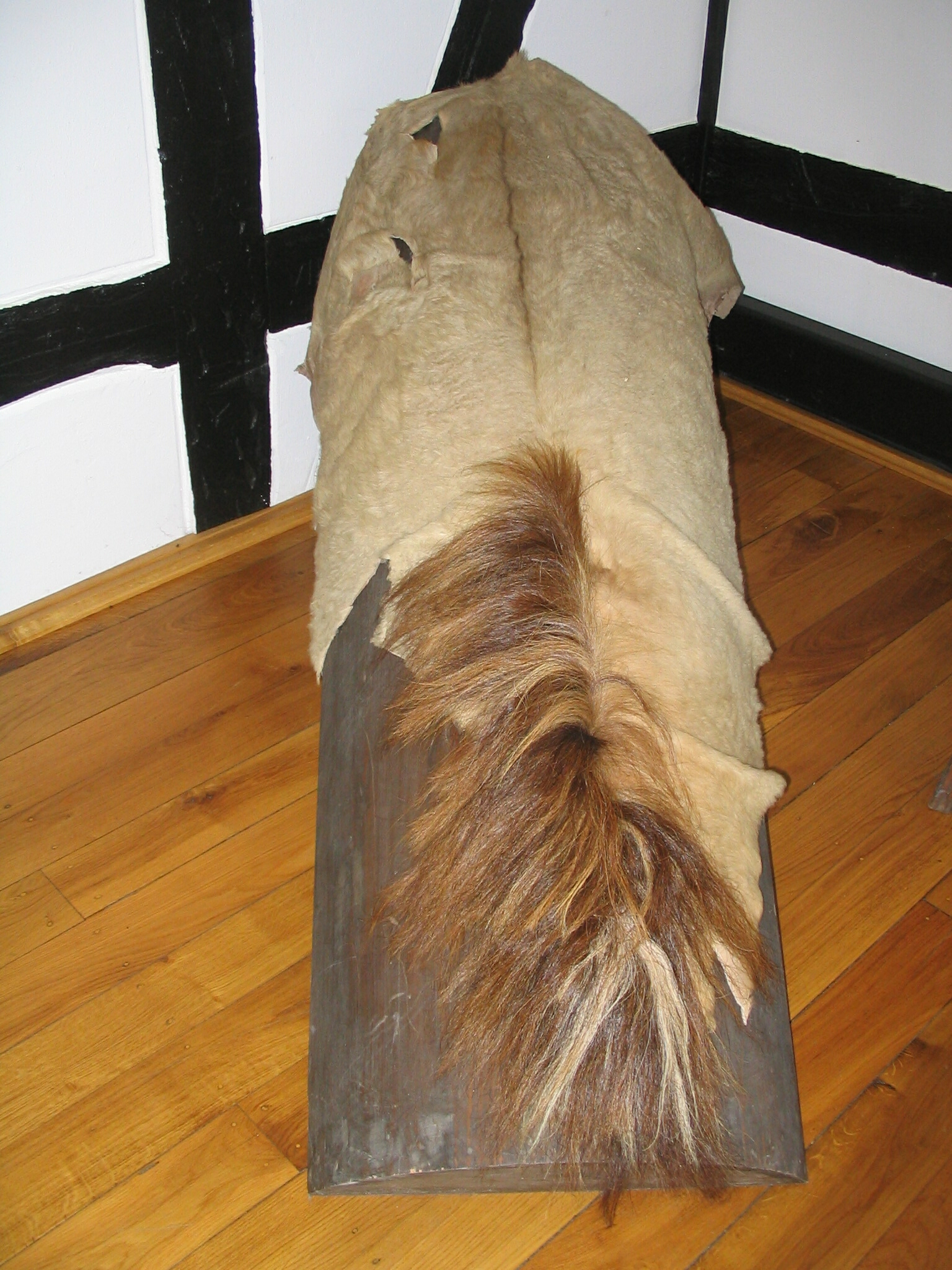
Częściowo odwłoszona skóra na kłodzie (Hagen/Westfalia)
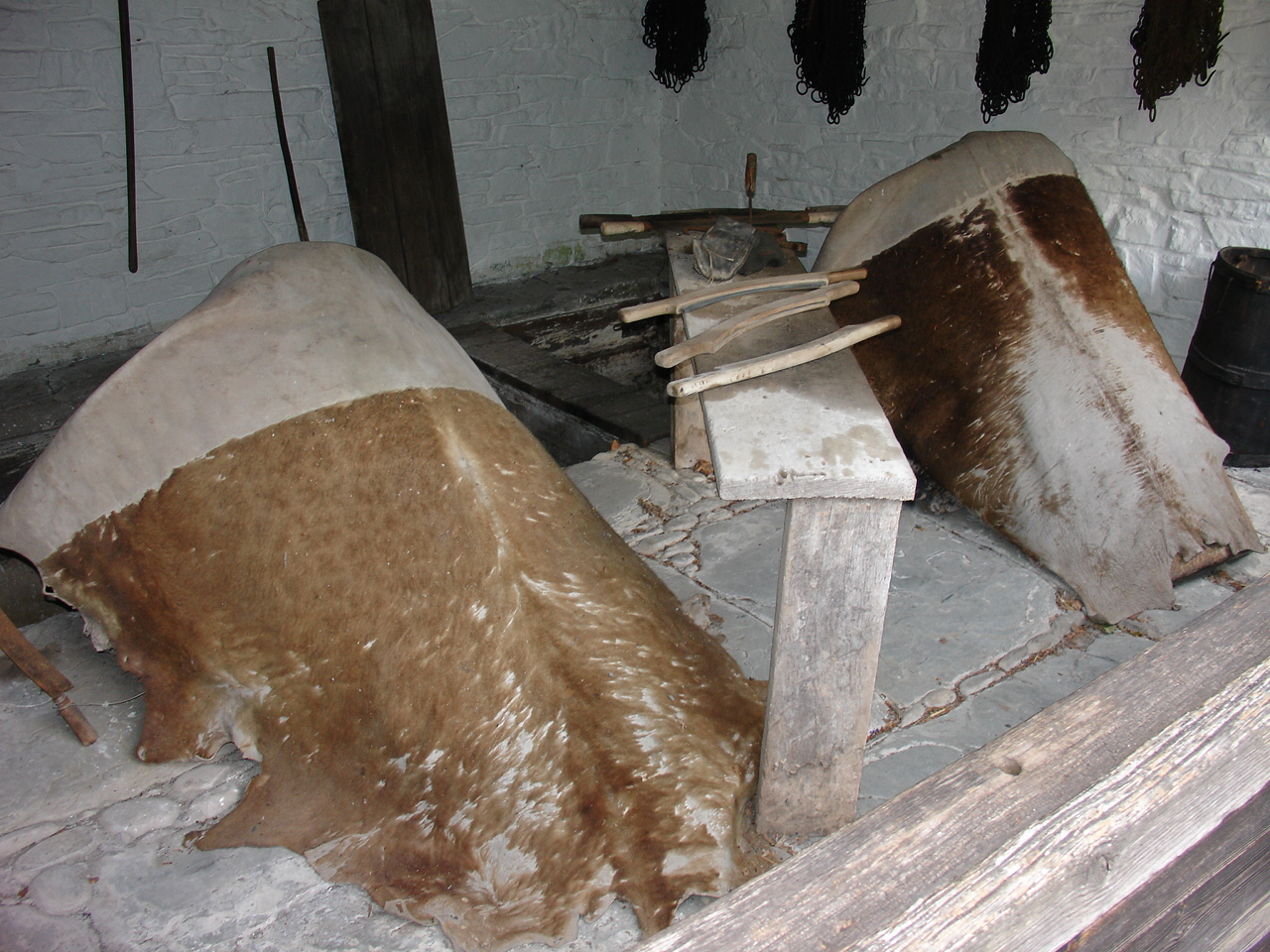
Warsztat mokry w walijskiej garbarni (St. Fagans)

## Pokazowa garbarnia w Dippoldiswalde

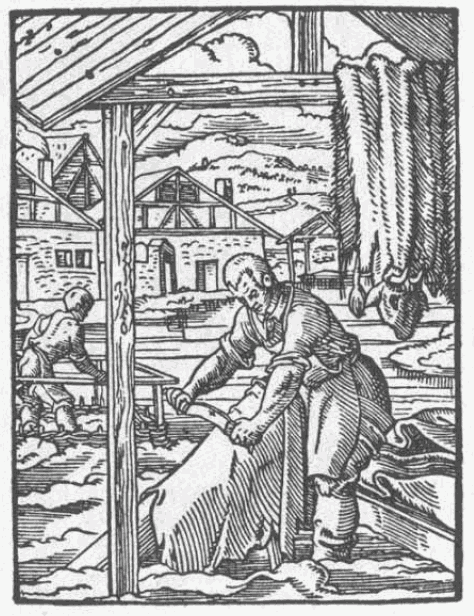
Odwłaszanie i odmięśnianie na kłodzie garbarskiej (drzeworyt z 1568)

Muzeum Miejskie w Dippoldiswalde koło Drezna znajduje się na terenie byłej Garbarni Ulbrich. Pokazany w nim jest zakład garbarski urządzony zgodnie ze stanem techniki z końca XVIII w., którego pomieszczenia produkcyjne są w znacznym stopniu zgodne z oryginałem, a ich wyposażenie zdatne do użytku.
Na parterze znajduje się sklepione pomieszczenie z korytem, warsztat mokry z 4 dołami do wapnienia, a w sąsiednim pomieszczeniu o powierzchni 55 m² dział garbowania z 11 dołami. Narzędzia i wyposażenie, jak szczypce, noże różnego rodzaju, kłody garbarskie, kozły do odleżenia i kocioł do grzania wody uzupełniają wnętrza. Doły garbarskie są częściowo napełnione wsadem. Podłoga obydwóch pomieszczeń produkcyjnych pokryta jest płytami piaskowca. Rynny umieszczone w podłodze służyły do odprowadzania cieczy. Brzeczka z dołów mogła być odprowadzana otworami w dnie do kanałów w piwnicy ze sklepieniem kolebkowym.

## Wygnanie z miasta
Gromadzące się w sposób ciągły i w dużych ilościach odpadki organiczne przyciągały muchy, szczury i inne szkodniki. Latem wydobywały się z garbarni odrażające zapachy. Władze miejskie były więc zmuszone zakazać działalności zakładów garbarskich w obrębie murów miejskich. Od tej pory mogli uprawiać swój fach, tylko na rzemieślniczych przedmieściach.